# راک پارتی
«راک پارتی» آلبومی از گروه موسیقی موسیقی هیپ هاپ ال‌ام‌اف‌ای‌او است.